# Ferdinand Cavendish-Bentinck (8e duc de Portland)
Pour les articles homonymes, voir Cavendish-Bentinck.

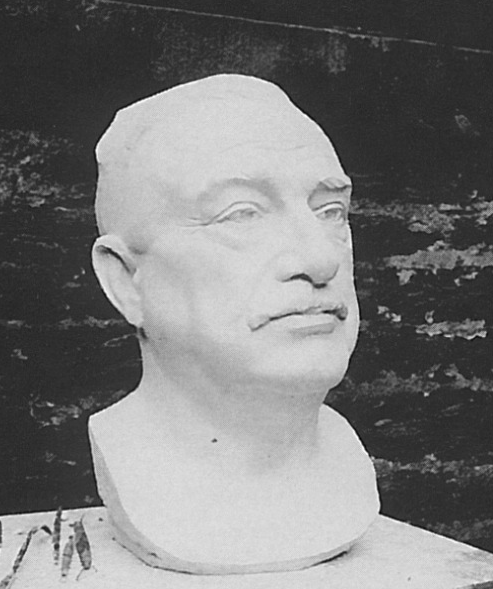
Duc de Portland

Ferdinand William Cavendish-Bentinck, 8e duc de Portland (4 juillet 1889 - 13 décembre 1980) est un pair britannique.

## Biographie
Fils de Frederick W. Cavendish-Bentinck et Ruth Cavendish Bentinck, petit-fils de George Cavendish-Bentinck, et arrière-petit-fils du major-général Frederick Cavendish-Bentinck, quatrième fils de William Cavendish-Bentinck (3e duc de Portland), le jeune Cavendish-Bentinck fait ses études au Collège d'Eton et au Collège militaire royal de Sandhurst en 1910. Il entre dans le 60th Rifles et est affecté à Malte et en Inde britannique avant de participer à la Première Guerre mondiale, où il est gravement blessé. Il prend ensuite une affectation comme adjudant adjoint au Collège militaire royal. Après la guerre, sa principale sphère d'activité est en Afrique de l'Est, où il est secrétaire privé du gouverneur de l'Ouganda (1925-1927), président de la Commission de la production agricole et de l'établissement pour le Kenya (1939-1945), contrôleur du bois pour Afrique de l'Est (1940–1945), membre du gouvernement du Kenya pour l'agriculture et les ressources naturelles (1945–1955) et président du Conseil législatif du Kenya (1955–1960) .
Il est un délégué à la conférence de Delhi de 1940 .
Il devient l'héritier présomptif de son cousin, William Cavendish-Bentinck (7e duc de Portland), après la mort du frère de ce dernier (Francis) Morven Dallas Cavendish-Bentinck (1900-1950) et de son demi-oncle Charles Cavendish-Bentinck (1868-1956). Les terres du duc précédent restent avec les descendants du 7e duc et ne sont jamais passées au 8e duc, parent éloigné, en 1977. William Cavendish-Bentinck (6e duc de Portland), avant de mourir en 1943, rompt les engagements et crée une fiducie qui prévoit, si son fils le futur 7e duc ne laisse aucun fils que Welbeck Abbey et d'autres grandes propriétés reviendraient à ses petites-filles, dont Anne Cavendish-Bentinck (en) . Le nouveau duc de Portland continue à vivre à Nairobi.

## Famille
En 1912, il épouse Wentworth Frances (décédée en 1964), fille de William James Hope-Johnston. Ils divorcent en 1950 sans descendance.
En 1950, il épouse Gwyneth Ethel (décédée en 1986), fille de John Lesley Edwards et veuve du colonel David AJ Bowie. Encore une fois, ce mariage n'a pas d'enfants.
A sa mort, son frère cadet Victor Cavendish-Bentinck lui succède comme duc de Portland.